# Sordes
Sordes je bio jedan maleni primitivni pterosaur iz kasnojurske (oxfordij-kimmeridgij) formacije Karabastau Svita u Kazahstanu. 
Aleksandr Grigorevich Sharov je tom rodu dao naziv 1971. godine. Tipična vrsta je Sordes pilosus. Naziv roda na latinskom jeziku označava prljavštinu, što ima veze sa zlim duhovima u lokalnom kazahstanskom folkloru. Naziv vrste na latinskom znači "dlakav"; iako je sordes u ženskom rodu, naziv vrste još uvijek nije promijenjen u pilosa.

## Opis
Sordes je imao raspon krila od 0,63 m. Krila su mu bila relativno kratka. Imao je vitku, a ne okruglu glavu, s osrednje dugačkim, šiljastim čeljustima. Lubanja je bila duga oko 8 cm. Imao je veliki razmak među zubima, koji su bili maleni i nakrivljeni. Vrat mu je bio kratak. Imao je dug rep, koji je činio više od pola njegove dužine, a na kraju je imao izduženo "zakrilce". Za razliku od mnogih pterosaura, nije imao krestu na glavi. Sordes je, prema Sharovu i Unwinu, imao krilnu membranu između nogu.
Sordes se vjerojatno hranio malenim životinjama, možda uključujući i insekte i vodozemce.

## Primjerci i klasifikacija
Rod Sordes zasniva se na holotipnom primjerku PIN 2585/3, zdrobljenom, ali relativno potpunom skeletu na kamenoj ploči. Pronađen je na padinama Karataua u Kazahstanu tijekom šezdesetih. Taj fosil pokazuje ostatke mekih dijelova tijela, kao što su membrane i dlaka. To je zapravo bio prvi nedvomislen dokaz da su pterosauri imali krzno. Ono je služilo kao izolacija, što ukazuje na to da su pterosauri bili toplokrvni. Strukture slične dlakama (piknovlakna) bile su prisutne u dva glavna oblika: kao duže dlake na daljem dijelu krilnih membrana, te kao kraće dlake blizu tijela. Tijekom devedesetih je David Unwin tvrdio da oba ta tipa nisu bile dlake, već vlakna koja su učvršćivala krilne membrane. Naglasio je da je "dlaka" u vidu krzna zaista bila prisutna na tijelu kasnije, kada su otkriveni novi primjerci koji su to jasno pokazivali.
Sharov je priključio i paratipni (drugi otkriveni) primjerak: PIN 2470/1, opet prilično potpun skelet na kamenoj ploči. Do 2003. je otkriveno još šest primjeraka.
Sordes je priključen porodici Rhamphorhynchidae. U njih su spadali neki od najranijih pterosaura, koji su se razvili tijekom trijasa i preživjeli do kasne jure. Prema Unwinu, unutar porodice Rhamphorhynchidae Sordes je pripadao potporodici Scaphognathinae. Međutim, ostali istraživači, kao što su Alexander Kellner i Lü Junchang, napravili su kladističke analize koje pokazuju da je Sordes bio mnogo primitivniji i da nije spadao među ramforinkide. 

## Galerija
- Holotipni primjerak
- Fosil

## Vanjske poveznice
- Umjetnička rekonstrukcija vrste Sordes pilosus, Fossilsmith Studios  Arhivirana inačica izvorne stranice od 29. rujna 2007. (Wayback Machine)
- Fosil Sordesa na paleo.ru  Arhivirana inačica izvorne stranice od 8. veljače 2012. (Wayback Machine)
- Članak i slika Sordesa